# Розы (картина Кройера)

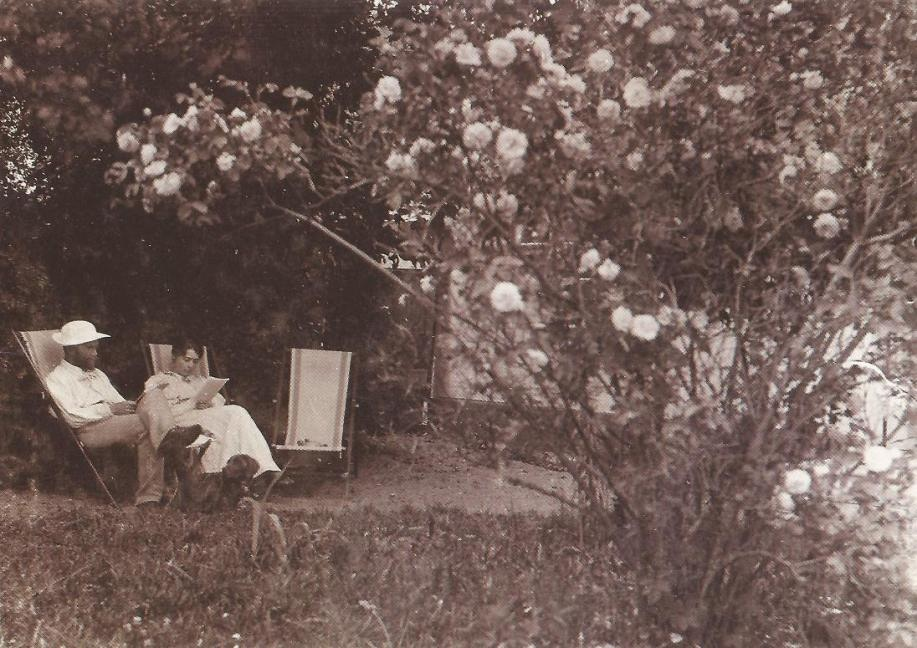
Аналогичная сцена с Педером, Мари и Рэпом в саду, сделанная примерно в то же время

Ро́зы (дат. roser) — картина 1893 года Педера Северина Кройера, одного из самых успешных членов сообщества, известного как скагенские художники, которое процветало в Скагене, на севере Ютландии, в конце XIX века. В этой работе Мария-Кройер, жена художника, сидит в шезлонге под большим розовым кустом в саду арендованного дома, со своей собакой Рэп, спящей рядом с ней.

## История создания
Скагенские художники были сплоченной группой, состоящей в основном из датских живописцев, которые собирались каждое лето с конца 1870-х годов в рыбацкой деревне Скаген на крайнем севере Ютландии, рисуя местных рыбаков, свою семейную жизнь, собрания и праздники. Педер Северин Кройер (1851—1909), родившийся в Ставангере, но выросший в Копенгагене, впервые прибыл в Скаген в 1882 году и возвращался почти каждое лето, пока окончательно не переселился туда после женитьбы на Мари Трепке в 1889 году. К тому моменту он уже заслужил репутацию за свои картины рыбаков в Хорнбеке на северном побережье Зеландии и находился под влиянием движения импрессионистов после своего путешествий во Францию. В Скагене он стал одним из центральных и самых восторженных членов художественного сообщества, создавая произведения, подчёркивающие особые эффекты местного света, особенно в своих пляжных сценах. Тогда же им были написаны картины, иллюстрирующие совместные встречи художников.

## Живопись
Работа выполнена маслом на холсте и имеет размеры 67,5 × 76,5 см (26,6 × 30,1 дюйма). Это одна из ряда картин, фотоисследований и эскизов, которые Кройер сделал между 1891 и 1894 годами, пока он и его жена снимали дом у мадам Бендсен в Вестерби Скагена. Его полное название часто дается на английском языке как некоторая близкая вариация о розах. Мария Кройер сидела в шезлонге в саду дома миссис Бендсен (или в датском розарии). Один из эскизов на похожую тему находится в музее Скагена, а в коллекции Хиршпрунга есть пара фотографий, сделанных примерно в то же время. Розы были завершены в том же году, что и Летний вечер на южном пляже Скагена, где Мария и Анна Анчер прогуливаются по пляжу во время захода солнца.
На полотне обработка света и тени показывает влияние, которое французский импрессионизм оказал на Кройера. На переднем плане доминирует куст белых роз Alba Maxima, скрывающий большую часть дома. Розы этого сорта по-прежнему растут на территории музея; они цветут недолго и отличаются сильным ароматом. По словам директора музея Лизетты Винд Эббесен, Кройер изобразил цветы столь совершенно, что зритель «может почти почувствовать их запах». Мари, обрамленная нависающими розами, читает газету; слева от неё есть ещё один пустой шезлонг, на котором, вероятно, и сидел бы Кройер. Собака Кройера, Рэп, которая фигурировала во многих работах Кройера (например, «Летний вечер в Скагене. Жена художника и собака на берегу» и «Летний вечер на пляже Скагена. Художник и его жена»), спит в ногах Мари.

## Последующая судьба
В 1895 году картина была выставлена в Шарлоттенборге и была включена в брошюру под названием «Лето» (дат. sommer) с поэмой Хольгера Драхмана «Соммервизе». Когда имущество Кройера было продано на аукционе в 1910 году, оно перешло в частную собственность. Картина была продана за 3,1 миллиона датских крон в 1985 году и позже анонимно подарена музею Скагена в 2008 году.

## Дальнейшее чтение
- Svanholm, Lise. Northern Light: The Skagen Painters (неопр.). — Gyldendal A/S, 2004. — ISBN 978-87-02-02817-1.